# (5190) Fry
(5190) Fry – planetoida z pasa głównego planetoid.

## Odkrycie i nazwa
Została odkryta 16 października 1990 roku przez Seijiego Uedę i Hiroshiego Kanedę w obserwatorium astronomicznym w Kushiro. Nazwa pochodzi od Stephena Frya (ur. 1957), brytyjskiego aktora, komika, pisarza i reżysera. Przed nadaniem nazwy planetoida nosiła oznaczenie tymczasowe (5190) 1990 UR2.

## Orbita
(5190) Fry obiega Słońce w średniej odległości 3,14 j.a. w czasie 5 lat i 211 dni.